# Zouhair Feddal
Zouhair Feddal (en arabe : زهير فضال), né le 1er janvier 1989 à Tétouan (Maroc), est un footballeur international marocain évoluant au poste de défenseur central.
Après un début de carrière senior en Espagne, Feddal fait ses débuts professionnels en Botola Pro avec le FUS Rabat. En 2013, il est transféré au Parme FC, est prêté à l'AC Sienne et l'US Palerme avant de débarquer dans le championnat espagnol. Il fait ses preuves au Levante US avant de signer au Deportivo Alavés, club avec lequel il atteint la finale de la Coupe d'Espagne en 2017. Il dispute ensuite trois excellentes saisons au Betis Séville avant de signer au Sporting Portugal.
Il possède également la nationalité espagnole. Ayant également l'opportunité de porter le maillot de l'équipe de la Roja, il finit par participer aux Jeux olympiques 2012 avec l'équipe du Maroc olympique, avant de trancher définitivement en faveur des Lions de l'Atlas.

## Biographie

### Carrière en club

#### Formation et débuts en pro (1989-2013)
Natif de Tétouan dans le Nord du Maroc, Zouhair Feddal grandit dans le quartier Touta. Lorsqu'il a six ans, il immigre avec sa famille dans le Nord de l'Espagne en province de Gérone. Etant encore jeune, il est inscrit au club de son quartier, Vilamalla, se voit passer par Peralada avant d'être recruté en 2006 à l'AS Monaco. Ayant vécu une mauvaise expérience en France, il retourne en Espagne dans le club amateur de CE Mataró et passe des tests dans le centre de formation du FC Barcelone, sans succès.
Zouhair Feddal commence sa carrière amateur à l'UE Vilajuïga. Il y évolue pendant une saison et se voit marquer deux buts en 34 matchs. En 2009, il signe au sein du club du Terrassa FC en quatrième division espagnole et se voit promu en troisième division en fin de saison 2009-2010. Entre 2010 et 2012, il passe par le CD Teruel, le CD San Roque et le RCD Espanyol B.
Le 10 septembre 2012, il signe au sein du club du FUS Rabat en Botola Pro pour un montant libre. Il réalise une saison 2012-2013 remarquable, le permettant d'être scouté par plusieurs clubs italiens et néerlandais. Il participe à 31 matchs dans le championnat et dans la Coupe du Maroc et se voit marquer deux buts.

#### Parme FC et prêts (2013-2015)
Le 26 août 2013, il signe un contrat de trois ans au sein du club du Parme FC en Serie A pour un montant de 350 000 euros. Difficile de se faire une place en tant que titulaire, il se voit prêter à l'AC Sienne en Serie B lors de la saison 2013-2014, puis à l'US Palerme lors de la saison 2014-2015. A son retour dans son club principal, il reçoit du temps de jeu de la part de Roberto Donadoni. Il joue 13 matchs en première division italienne avant de réclamer son départ en fin de saison pour un manque de temps de jeu.

#### Passage en Liga (2015-2020)
Le 8 août 2015, il signe un contrat au sein du club du Levante UD pour un montant gratuit. Zouhair dispute 33 matchs et marque un but lors de la saison 2015-2016. Il termine la saison à la dernière place du classement et son club est relégué en deuxième division espagnole. Avec des statistiques affolantes, le joueur reçoit plusieurs offres de la part de clubs espagnols de première division en fin de saison. 
Le 15 juillet 2016, il signe librement au Deportivo Alavès. Il joue 35 matchs et marque 2 buts avec des statistiques environ identiques à celle de la saison précédente. Il termine la saison à la neuvième place du classement et atteint la finale de la Copa del Rey face au FC Barcelone (défaite, 3-1).
Le 25 juillet 2017, il signe au Real Betis pour un montant de 2,5 millions d'euros. Avec Joan Francesc Ferrer Sicilia comme entraîneur, le coach lui promets du temps de jeu en Liga. Lors de sa première saison, il dispute quinze matchs en championnat et marque trois buts. Il termine la saison à la sixième place du championnat. Une saison plus tard, il participe pour la première fois à la Ligue Europa et y est titularisé cinq fois. Le Betis Séville est éliminé en seizième de finale par le Stade rennais FC (score cumulé : défaite, 6-4). Il termine sa deuxième saison à la dixième place du classement du championnat. Lors de la troisième saison, il dispute 17 matchs en championnat et marque un but. Il termine la saison à la quinzième place du classement de la Liga et ne dispute aucune compétition continentale.

#### Sporting Portugal (2020-2022)
Le 18 août 2020, il signe au Sporting Portugal en échange d'une somme de 3 millions d'euros.
Le 24 septembre 2020, il dispute son premier match officiel avec son nouveau club face à l'Aberdeen FC dans le cadre de la Ligue Europa (victoire, 1-0). Trois jours plus tard, il dispute son premier match dans le championnat portugais face au Paços de Ferreira (victoire, 0-2). Le 23 janvier 2021, il remporte la Coupe du Portugal après une finale face au SC Braga (victoire, 1-0). Il marque son premier but en championnat le 20 février 2021 face au Portimonense SC (victoire, 2-0). Le 1er mai 2021, il marque son deuxième but de la tête sous le maillot du Sporting CP lors d'un match de championnat sur une passe décisive de Jovane Cabral face au CD Nacional (victoire, 2-0).
Le 11 mai, à un point du titre du championnat du Portugal, il remporte le match contre Boavista FCI sur le score de un à zéro. À la suite d'un carton jaune, il est suspendu pour les deux derniers matchs de la saison contre le Benfica Lisbonne (défaite, 4-3) et le CS Marítimo (victoire, 5-1). Il termine sa saison en remportant le championnat du Portugal avec cinq points devant le FC Porto. Il aura joué 34 matchs avec le Sporting Portugal dont 28 en championnat, deux en Ligue Europa et quatre en Coupe du Portugal.
Le 31 juillet 2021, à l'occasion de la finale de la Supercoupe du Portugal, il remporte son troisième titre de la saison avec le Sporting CP, après une victoire de 2-1 face au Sporting Braga. Il joue le match en tant que titulaire et cède sa place à la 80e minute à son coéquipier Matheus Reis. Le 24 novembre 2021, il réalise une performance remarquable face au Borussia Dortmund en Ligue des champions en battant l'adversaire de trois buts à un, se qualifiant ainsi en huitième de finale de la Ligue des champions.

### Carrière internationale

#### Maroc olympique
Zouhair Feddal est convoqué par Pim Verbeek pour prendre part à la Coupe d'Afrique U23 en 2011 au Maroc. Il participe à la compétition et est sacré vice-champion. Ses prestations lui ont permis de participer un an plus tard, au tournoi olympique de Londres 2012 avec le Maroc aux côtés de Zakaria Labyad et Nordin Amrabat.

#### Maroc
Le 14 novembre 2012, il participe à son premier match avec les Lions de l'Atlas dans un match amical face au Togo (défaite, 0-1).

## Statistiques
| Matches internationaux de Zouhair Feddal | Matches internationaux de Zouhair Feddal | Matches internationaux de Zouhair Feddal             | Matches internationaux de Zouhair Feddal | Matches internationaux de Zouhair Feddal | Matches internationaux de Zouhair Feddal | Matches internationaux de Zouhair Feddal | Matches internationaux de Zouhair Feddal |
| 0                                        | Date                                     | Lieu                                                 | Adversaire                               | Score                                    | Résultats                                | Compétitions                             |                                          |
| ---------------------------------------- | ---------------------------------------- | ---------------------------------------------------- | ---------------------------------------- | ---------------------------------------- | ---------------------------------------- | ---------------------------------------- | ---------------------------------------- |
| 1                                        | 14 novembre 2012                         | Stade Mohammed-V, Casablanca, Maroc                  | Togo                                     | —                                        | 0-1                                      | Match amical                             |                                          |
| 2                                        | 7 septembre 2013                         | Stade Félix-Houphouët-Boigny, Abidjan, Côte d’Ivoire | Côte d'Ivoire                            | —                                        | 1-1                                      | Éliminatoires Coupe du monde 2014        |                                          |
| 3                                        | 11 octobre 2013                          | Stade Adrar, Agadir, Maroc                           | Afrique du Sud                           | —                                        | 1-1                                      | Match amical                             |                                          |
| 4                                        | 5 mars 2014                              | Grand Stade de Marrakech, Marrakech, Maroc           | Gabon                                    | —                                        | 1-1                                      | Match amical                             |                                          |
| 5                                        | 28 mai 2014                              | Stade de l'Algarve, Faro, Portugal                   | Angola                                   | —                                        | 0-2                                      | Match amical                             |                                          |
| 6                                        | 6 juin 2014                              | Stade Lokomotiv, Moscou, Russie                      | Russie                                   | —                                        | 2-0                                      | Match amical                             |                                          |
| 7                                        | 3 septembre 2014                         | Stade Mohammed-V, Casablanca, Maroc                  | Qatar                                    | —                                        | 0-0                                      | Match amical                             |                                          |
| 8                                        | 16 novembre 2014                         | Stade Adrar, Agadir, Maroc                           | Zimbabwe                                 | —                                        | 2-1                                      | Match amical                             |                                          |
| 9                                        | 9 octobre 2015                           | Stade Adrar, Agadir, Maroc                           | Côte d'Ivoire                            | —                                        | 0-1                                      | Match amical                             |                                          |
| 10                                       | 12 octobre 2015                          | Stade Adrar, Agadir, Maroc                           | Guinée                                   | —                                        | 1-1                                      | Match amical                             |                                          |
| 11                                       | 12 novembre 2015                         | Stade Adrar, Agadir, Maroc                           | Guinée équatoriale                       | —                                        | 2-0                                      | Éliminatoires Coupe du monde 2018        |                                          |
| 12                                       | 15 novembre 2015                         | Stade Nkoantoma, Bata, Guinée équatoriale            | Guinée équatoriale                       | —                                        | 1-0                                      | Éliminatoires Coupe du monde 2018        |                                          |
| 13                                       | 15 novembre 2016                         | Grand Stade de Marrakech, Marrakech, Maroc           | Togo                                     | —                                        | 2-1                                      | Match amical                             |                                          |
| 14                                       | 10 juin 2017                             | Stade Ahmadou-Ahidjo, Yaoundé, Cameroun              | Cameroun                                 | —                                        | 1-0                                      | Qualifications à la Coupe d'Afrique 2019 |                                          |

## Palmarès

### En club
Deportivo Alavès
- Copa del Rey
  - Finaliste : 2017

 Sporting Portugal
- Champion du Portugal
  - Champion : 2021
- Coupe de la Ligue
  - Vainqueur : 2021, 2022
- Supercoupe du Portugal
  - Vainqueur : 2021

### En sélection
Maroc espoirs
- CAN -23 ans
  - Finaliste en 2011

### Distinction personnelle
- Membre de l'équipe-type du Championnat du Portugal : 2021[3]